# Зурванізм
Зурванізм — ймовірно філософська течія в середовищі зороастрійских священнослужителів за часів Сасанідів, якими здійснюється спроба трактування «Доктрини дуалізму», 30-й ясни. Відрізнялося від основного зороастрійского напрямку — маздеїзму — шануванням єдиного верховного божества Зурвана, уособлення нескінченного простору і часу, який породив братів-близнюків Ахура Мазду і Ангра-Майнью. За словами Мірчі Еліаде, міф про Зерван дійшов до нас в переказі двох вірменських (Егіше Вардапет і Езнік Кохбаци) і двох сирійських (Теодор бар Конан і Йоханнан бар Пенкає) авторів. Таким чином, на даний момент невідомо ніяких аутентичних «зурваністських» текстів.

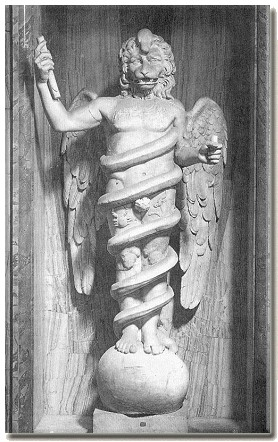
Зурван — істота, яка бореться з нечистою силою.

## Релігія
Зурванізм — зниклий в наші дні древній напрямок зороастризму, прихильники якого вірили в божество Зурвана як початкового бога-творця. Зурваном були народжені рівні, але протилежні за характером близнюки Ахура Мазда і Ангра-Майнью. Зурванізм також відомий як "Зурванітський зороастризм", і може бути протиставлений маздеізму, який є вцілілою формою зороастризму, в якому Ахура Мазда вже виступає не тільки Творцем добра, але також сприймається як початок Ангра Майнью.
У зурванізмі, Зурван сприймався як бог нескінченного часу і простору і був «ака» ("один", "поодинці"). Зурван зображувався як трансцендентний і нейтральний бог, неупереджений, для якого не було жодної різниці між добром і злом. Назва "Зурван" походить від перського «zruvan», що означає «час».
Зурванізм був офіційною релігією під час правління Сасанідів (226-651 н.е.), але вже в 10 столітті припинив свій розвиток. Хоча зурванізм епохи Сасанідів сформувався, звичайно, під впливом еллінської філософії, відносини між ним і грецьким божеством часу (Хронос) остаточно не встановлені.
Зурванізм був монотеїстичною релігією. Авестійське слово «zruvan» етимологічно пов'язане з пізнесанскрітським (післяведічеським) словом «Сарва», що означає "все, вся", і яке несе аналогічний семантичний сенс, що означає моністичні якості. Ранні свідоцтва про культ Зурван знаходиться в історії богослов'я, приписується Евдему Родоському (бл. 370-300 до н.е.). Евдем описує секту персів, яка розглядає простір і час, як початкового "батька", і його дітей-суперників — "світло" і "пітьму".
Після падіння імперії Сасанідів в 7-му столітті, зороастризм був поступово витіснений ісламом. Він ще продовжував існувати до 10 століття. Сходознавець Артур Крістенсен припустив, що відмова від зурванізма в пост-завойовницьку епоху був відповіддю і реакцією на нову владу ісламського монотеїзму, яка провела навмисну реформу зороастризму, спрямовану на створення єдиної сильної державної релігії. Вважають також, що зурванізм був занадто суворою релігією, приписи якої мало хто міг терпіти.